# Jean Lèques
Pour les articles homonymes, voir Lèques.
Jean Lèques, né le 31 août 1931 à Nouméa (Nouvelle-Calédonie) et mort le 1er juin 2022 dans la même ville, est un homme politique français, notamment maire de Nouméa (1986-2014) et premier président du Gouvernement de la Nouvelle-Calédonie (1999-2001), organe issu de l'accord de Nouméa de 1998.

## Biographie

### Jeunesse et carrière professionnelle
Jean Georges Lèques est né à la Vallée-du-Tir à Nouméa au sein d'une vieille famille calédonienne, présente sur le Territoire et dans le chef-lieu depuis 1861. Son grand-père Louis Lèques (1847-1927), joaillier d'origine sétoise et corse arrivé à Nouméa le 1er octobre 1868 à l'instigation de son frère aîné François qui lui-même était dans la colonie depuis 1861, fut conseiller municipal et adjoint au maire de Nouméa pendant 13 ans. Son père Georges Lèques (1890-1983) fut un horloger et un vétéran de la Grande Guerre, titulaire pour cela du Mérite combattant, chevalier de l'Ordre national du Mérite et de la Légion d'honneur, et dont le nom fut donné à une rue du quartier de Tina au nord-est de Nouméa en 1984. Sa mère, Marguerite « Maggy » Unger (1892-1957), était la fille d'Édouard « Teddy » Unger (1860-1932), colon-éleveur d'origine anglaise natif d'Australie arrivé en Nouvelle-Calédonie en 1870 et installé à Pouembout, et d'Émilia née Metzger (1864-1913), native de Païta et fille d'un colon wurtembergeois.
Après avoir suivi sa scolarité au collège Lapérouse, il part en Métropole où il suit des études de droit à Grenoble et ouvre à Nouméa une étude de notaire en 1965 avec son épouse Évelyne. Une fois à la retraite, leur étude a été reprise par leur fille aînée Jacqueline Calvet-Lèques.

### Carrière politique

#### Figure de la démocratie chrétienne en Nouvelle-Calédonie
Jean Lèques rentre très tôt en politique. Fervent catholique, il appartient à la famille politique démocrate chrétienne dont il défend le programme social, le soutien à l'enseignement privé et le fédéralisme européen. Il va militer, en plus de ses étiquettes politiques locales, dans la plupart des partis nationaux représentant cette tendance. Il adhère d'abord, en 1955 lorsqu'il est encore étudiant à Grenoble en Métropole, au Mouvement républicain populaire (MRP), devenu le Centre démocrate (CD) en 1966, le Centre des démocrates sociaux (CDS) en 1976 et enfin Force démocrate (FD) en 1995. Par la suite, il va être membre d'organisations plus larges du centre-droit français : la Nouvelle-UDF de 1995 à 2002, l'Union pour un mouvement populaire (UMP) de 2002 à 2015 et Les Républicains après 2015. Il se déclare proche de Robert Buron, Jacques Barrot, Pierre Pflimlin et Alexis Méhaignerie, et un admirateur de Robert Schuman, Georges Bidault, l'italien Giorgio La Pira ou l'américain Adlai Stevenson. Il se dit également gaulliste.

#### De militant de l'Union calédonienne à l'anti-indépendantisme
Mais il entame sa participation active à la politique locale en 1965 en intégrant le parti à vocation multiculturelle et autonomiste qui domine la vie politique à l'époque : l'Union calédonienne (UC) et se fait élire sous cette étiquette pour la première fois au conseil municipal de Nouméa en 1965 puis à l'Assemblée territoriale en 1967. Il présidera cette assemblée de 1970 à 1972.
Néanmoins, opposé à l'hégémonie exercée par l'ancien député Maurice Lenormand sur ce parti, il fonde en 1971 sa propre formation avec d'autres Néo-calédoniens d'origine européenne, ou « Caldoches », de l'UC (Georges Nagle, Max Frouin, Claude Parazols, Armand Ohlen) : le Mouvement libéral calédonien (MLC). Très critique envers l'Union calédonienne dont il dénonce notamment l'évolution vers les idées indépendantistes, il continue néanmoins à défendre une plus grande autonomie pour le Territoire en réclamant entre autres l'abrogation des lois Billotte qui ont placé depuis 1969 l'ensemble des activités économiques calédoniennes, et notamment le secteur du nickel, sous le contrôle direct de l'État. Jean Lèques est candidat aux élections législatives de 1973, sous l'étiquette du « Front contre l'autonomie » réunissant l'opposition à la droite de l'UC (le MLC, l'EDS du sénateur RI Henri Lafleur et du maire de Nouméa Roger Laroque et l'UD gaulliste de Georges Chatenay). Arrivé en tête au premier tour (avec 16 040 voix contre 15 297 à Rock Pidjot), il se qualifie pour le second tour, mais perd alors avec 48,13 % des suffrages contre 51,87 % au député UC sortant Rock Pidjot.
Il continue à mener le MLC jusqu'en 1978, date à laquelle son parti s'est fondu dans le nouveau Rassemblement pour la Calédonie dans la République (RPCR) de Jacques Lafleur, mouvement réunissant alors toutes les forces anti-indépendantistes. Lors des élections législatives de 1981, Jean Lèques est choisi par le nouveau député Lafleur pour devenir son suppléant (il le restera jusqu'en 1982). Il est également le suppléant des deux sénateurs successifs entre 1983 et 2011, Dick Ukeiwé (de 1983 à 1992) puis Simon Loueckhote (de 1992 à 2011). Sans cesse réélu à l'Assemblée territoriale puis au Congrès de 1967 à 2009, il est de nouveau président de l'assemblée délibérante du Territoire de 1980 à 1981, de 1982 à 1983 et de 1984 à 1985. Il est également pendant un temps président de la Région Sud du statut Fabius-Pisani de 1985 à 1986 et donc de ce fait membre du Conseil exécutif.

#### Maire de Nouméa
Jean Lèques est réélu conseiller municipal du chef-lieu en 1983 et devient le 1er adjoint du maire Roger Laroque. Lorsque celui-ci décède le 18 novembre 1985, il assure l'intérim puis il est élu pour le remplacer le 24 janvier 1986. Depuis, il a été reconduit quatre fois à la tête de la commune, ses listes conservant à chaque nouvelle élection municipale une majorité jusqu'à son retrait de la vie politique en 2014.
Jean Lèques a hérité dans les premières années d'une ville sous couvre-feu et coupée de la Brousse lors des Évènements des années 1980. Cette période de crise passée, il engage dans les années 1990 une politique de réaménagement urbain avec la réhabilitation de certains quartiers (comme le quartier où il réside lui-même, la Vallée-du-Tir, mais aussi ceux de Ducos et de Rivière-Salée). Il fait rénover la place des Cocotiers et aménager le tour des baies. Sur le plan culturel, il obtient de la Province Sud l'acquisition du Théâtre de l'île en 1998 et termine la transformation, commencée en 1994, de cet ancien bâtiment vieillissant du bagne de l'île Nou en un théâtre avec des installations acoustiques et techniques modernes. Un Centre d'Art est créé en 1996. Il s'agit d'une structure servant de scène artistique et culturelle des artistes amateurs et professionnels locaux. Un café musique (Le Mouv', ouvert en 2001) et une médiathèque municipale (en 2000) sont installés dans le quartier de Rivière-Salée tandis que l'ancienne mairie (maison coloniale du XIXe siècle abandonnée en tant qu'Hôtel de ville depuis les années 1970), entièrement rénovée en 1995, accueille le nouveau musée de la ville et ses expositions permanentes sur les deux guerres mondiales.
Celui que ses administrés appellent affectueusement « Fifils » (surnom conservé depuis le lycée) est généralement considéré comme le père du visage actuel de la capitale. Néanmoins, certains lui reprochent de plus en plus d'avoir facilité l'élaboration de certains projets immobiliers controversés, comme la construction d'immeubles et d'une marina à la Baie de l'Orphelinat ou encore l'édification d'immeubles sur les flancs de la colline du Ouen Toro dans le sud de la péninsule, terrains qui étaient pourtant considérés comme non constructibles. Les critiques concernent également les transports, avec l'absence de réelle alternative à l'automobile ou de concertation entre les communes du Grand Nouméa, tandis que la réorganisation totale à partir de 1999 du réseau communal d'autocars, baptisé depuis lors Karuïa Bus, ou l'aménagement de pistes cyclables (notamment tout au long du « tour des baies ») ne peut remettre en question cet état de fait.
Or, la ville étant fortement dépendante de l'automobile, la congestion et le stationnement en centre-ville sont problématiques dès les années 2000. Jean Lèques lance ainsi, dans son nouveau plan d'urbanisme directeur (PUD) défini en 2007, le projet « Nouméa Grand Centre » qui prévoit notamment le réaménagement des voies de circulation du centre afin d'orienter globalement les flux de véhicules selon un axe est-ouest et les déplacements de piétons ou en transports en commun du nord au sud (Quartier-Latin dès 2007, centre-ville en 2008 et la liaison entre le centre-ville et Nouville en 2009). Le carrefour giratoire Patch est supprimé en 2011. Il assurait jusqu'ici la liaison entre le centre-ville, Nouville à l'ouest et les zones du nord et de la banlieue nouméenne par la voie de dégagement ouest, mais était congestionné aux heures de pointe. À l'entrée de la VDO, le carrefour giratoire Berthelot se verra quant à lui agrémenter de feux tricolores. La construction de parcs de stationnement publics à étage à périphérie du centre, l'aménagement d'une voie réservée aux transports en commun, la piétonnisation de la rue marchande de l'Alma lors des grandes manifestations sont également proposés pour améliorer la circulation et le stationnement au centre. Le programme « Nouméa Grand Centre » vise également à repeupler le centre-ville, afin de réduire l'étalement urbain. Cela passe par certains projets d'urbanisme et la densification des logements en centre-ville (et donc plus de verticalité dans la construction des bâtiments, symbolisée par les tours jumelles de 16 étages Pacific Arcade au bord du carrefour Patch et la future tour voisine Pacific Plaza de 25 étages) : requalification du front de mer (dont l'élaboration du schéma directeur a été confié en janvier 2011 au cabinet australien Woods Bagot), réaménagement du « quartier chinois » (ou Chinatown), édification du centre commercial du « Carré Alma » (16 000 m2, finalement abandonné en 2013), projet de construction d'un bâtiment multifonctionnel (commerces, logements, bureaux, services publics, salles d'exposition et de spectacle, crèche, parkings à étages, nouvelle station de taxi) sur l'îlot Rolland, entre autres. D'importants travaux concernant l'assainissement sont également engagés à la fin de sa mandature, dans l'optique d'aboutir au tout-à-l'égout sur l'ensemble de la ville, avec entre autres l'inauguration à la fin de l'année 2012 de la station d'épuration James-Cook (dont l'implantation à proximité du Centre-ville a été critiqué par l'opposition municipale et des associations).
Le 31 août 2007, il est le seul à présenter sa candidature pour Nouméa aux primaires organisées par le Rassemblement-UMP pour désigner les têtes de liste du parti en vue des élections municipales de 2008. Son 1er adjoint Gaël Yanno, député de la 1re circonscription depuis juin 2007, avait pendant un temps été pressenti pour le remplacer mais il décide finalement de ne pas se porter candidat, même s'il est très présent durant la campagne en formant en quelque sorte un « ticket » avec le maire sortant. Sa liste arrive en tête des scrutins le 9 mars 2008, avec 43,49 % des voix, mais est mise en ballotage pour la première fois depuis son arrivée à la tête de la municipalité, du fait notamment de l'important éclatement alors de l'électorat anti-indépendantiste à Nouméa par rapport aux scrutins précédents. Il remporte le second tour du 16 mars 2008 avec 49,41 % des suffrages et 40 élus sur 53 dans une triangulaire qui l'opposait à la liste « Changer, c'est capitale » de L'Avenir ensemble Sonia Lagarde (qui avait déjà été sa principale adversaire en 2001, 33,11 % et 9 élus) et à la liste « Nouméa, la diversité en mouvement » du sénateur UMP et président localement du RPC Simon Loueckhote (17,47 %, 4 élus). Seul candidat à sa succession au sein du conseil municipal, il est réélu maire le 22 mars 2008.
Jean Lèques a également été le premier président, de 2005 à 2010 du Syndicat intercommunal du Grand Nouméa (SIGN), la problématique de l'intercommunalité devenant majeure face au processus de métropolisation que connaît l'agglomération du Grand Nouméa.
Il doit faire face dès mars 2013 à la division en deux groupes distincts de sa majorité municipale. En effet, son 1er adjoint, et ancien député battu en 2012, Gaël Yanno, a quitté le Rassemblement-UMP pour créer son propre parti, le Mouvement populaire calédonien (MPC). La rupture est consommée au conseil municipal lorsque ce dernier dépose un amendement visant à diminuer la subvention versée par la mairie à la radio RRB (proche du Rassemblement-UMP) de 40 millions à 20 millions de Francs CFP (de 335 200 à 167 600 euros), contre l'avis du maire. L'amendement de Gaël Yanno est voté par le conseil municipal le 25 juin 2013 par 23 votes pour (les partisans de Yanno au sein de la majorité municipale), 22 contre (ceux restés fidèles au maire mais aussi à la ligne de Pierre Frogier, de même que les élus du Mouvement de la diversité) et 7 votes blancs (ceux de « Changer, c'est capital » de Sonia Lagarde). La division de la majorité municipale entraîne la création le 30 juillet 2013 d'un groupe MPC à part entière comprenant 20 élus (puis 21) sur les 42 de l'ancien groupe Rassemblement-UMP et les 53 du conseil municipal, dont 11 des 15 adjoints au maire (à commencer par Gaël Yanno). En réaction, 19 conseillers restés fidèles à la direction du Rassemblement-UMP (dont 3 adjoints), emmenés par l'adjoint Jean-Claude Briault et la conseillère Virginie Ruffenach, s'unissent le 6 août 2013 aux 3 élus du Mouvement de la diversité (LMD, parti de Simon Loueckhote) pour former le groupe Engagement pour une Calédonie dans la France (ECF, du nom d'un groupe formé la veille au Congrès de la Nouvelle-Calédonie en associant le Rassemblement-UMP, le LMD, l'Avenir ensemble et l'élu MoDem Didier Leroux).
Le 22 novembre 2013, il renonce à briguer un sixième mandat à la mairie de Nouméa pour les élections municipales de 2014. Il propose, pour lui succéder, son 4e adjoint Jean-Claude Briault, investi par le Rassemblement-UMP, mais celui-ci arrive troisième au premier tour avec 5 284 voix et 15,42 % des suffrages, étant largement distancé par la liste Calédonie ensemble de Sonia Lagarde (36,28 %) et celle de Gaël Yanno (34,66 %). Les deux listes issues de la majorité sortante fusionnent pour le second tour, mais sont battues en totalisant 48,38 % des suffrages et 13 élus sur 53 au nouveau conseil municipal contre 51,62 % et 40 conseillers à Calédonie ensemble. Il préside solennellement la première séance de la nouvelle mandature, le 5 avril 2014, qui élit son opposante Sonia Lagarde pour lui succéder, après 28 années passées à la tête du chef-lieu néo-calédonien. Sur la proposition de cette dernière, il lui est conféré le titre de maire honoraire de Nouméa.

#### Présidence du gouvernement
À la suite des premières élections provinciales de l'après Accord de Nouméa, Jean Lèques est élu à la tête du premier gouvernement collégial de Nouvelle-Calédonie en mai 1999. Il est chargé alors de préparer les premiers transferts de compétence de l'État vers le Territoire tandis que son gouvernement négocie avec les partenaires sociaux le Pacte social signé le 20 octobre 2000 et qui doit servir de plan de développement à la Nouvelle-Calédonie en matière d'emploi (notamment augmentation du SMG progressivement à 100 000 Francs CFP soit 838 € à partir du 1er juillet 2003, mais aussi la baisse de certaines cotisations patronales ou encore le fait de « donner la priorité à l'emploi local [qui] devra être donnée à compétence et à qualifications égales ») et de solidarité (représentation syndicale, généralisation de la couverture maladie unifiée, développement des mutuelles de retraite complémentaires). Réélu maire de Nouméa le 11 mars 2001, il décide de ne pas continuer à cumuler ses mandats.
Il opte finalement pour la mairie et démissionne donc de la présidence du Gouvernement le 19 mars 2001, tout en restant en place pour gérer les affaires courantes jusqu'à l'élection de son successeur le 3 avril 2001. De 2002 à 2004, il est le 1er vice-président du Congrès. Réélu à l'Assemblée de la Province Sud et au Congrès aux élections du 9 mai 2004, il ne se représente pas en 2009 mais soutient la liste du Rassemblement-UMP emmenée dans le Sud par le député et président du mouvement Pierre Frogier, et alors que son épouse, Évelyne Lèques, est présente en deuxième position au sein de la liste rivale Calédonie ensemble du président sortant de la Province Philippe Gomès.

### Mort
Jean Lèques décède le 1er juin 2022,.

## Distinctions

### Décorations
- Grand officier de la Légion d'honneur Il est fait chevalier de l'ordre le 28 août 1989, puis est promu officier le 8 avril 1998[17], commandeur le 13 juillet 2005[18], avant d'être élevé à la dignité de grand officier le 30 décembre 2017[19].
- Officier de l'ordre national du Mérite
- Chevalier de l'ordre des Palmes académiques
- Commandeur de l'ordre de Saint-Grégoire-le-Grand.

### Honneurs
- Président d'honneur de l'Association des engagés volontaires de la France libre.
- Président d'honneur de l'Association de la Légion d'honneur.

## Divers
- Féru d'histoire, Jean Lèques a ainsi contribué à la création du Musée de la Ville de Nouméa et est l'un des partisans de la reconnaissance du vieux cimetière du 4e km comme monument historique.
- Passant pour être très croyant, il est parodié par le journal satirique local Le Chien Bleu en Super Maire, une sorte de super héros particulièrement dévot.